# Gedempte Voldersgracht
De Gedempte Voldersgracht is een gedempte gracht en straat in het centrum van de Noord-Hollandse stad Haarlem. De eerste vermelding van de gracht dateert uit een keur van 1407. De gracht werd volgens raadsbesluit van 14 november 1860 in 1861 gedempt.
De straat loopt vanaf de Zuiderstraat, nabij het Raakskwartier richting het zuiden tot aan de Gedempte Raamgracht, ter hoogte van het Sophiaplein en de Drapenierstraat. Het Sophiaplein heette voor de demping de (Volders) Zijdgracht en verbond de Volders- en Raamgracht met de Westelijke Singelgracht. Deze laatste gracht staat na zijn demping bekend als de Wilhelminastraat. De Kromme Voldersgracht verbond de Voldersgracht met de Haarlemse Beek, ter hoogte van de Raaks. Zoals de naam al doet vermoeden liep deze gracht niet recht maar in een kromming.
De Voldersgracht werd voor de demping overspannen door minimaal drie bruggen, te weten de Zoeyersbrug of Suyderbrug bij de Zuiderstraat, de Barrevoetsbrug bij de Barrevoetestraat en de Dubbeldebrug die zowel over deze gracht als de Zijdgracht lag.
De straat is gelegen in de buurt de Vijfhoek, die bekend staat als de buurt waar de lakenindustrie van Haarlem zich had gevestigd in de zestiende eeuw. De naam van de gracht en straat is dan waarschijnlijk ook te danken aan de vele volders die zich in deze buurt hadden gevestigd.